# National Board of Review Awards 1979
La 51ª edizione dei National Board of Review Awards si è tenuta il 20 febbraio 1980.

## Classifiche

### Migliori dieci film
- Manhattan, regia di Woody Allen
- Oltre il giardino (Being There), regia di Hal Ashby
- Kramer contro Kramer (Kramer vs. Kramer), regia di Robert Benton
- Sindrome cinese (The China Syndrome), regia di James Bridges
- Apocalypse Now, regia di Francis Ford Coppola
- Gli europei (The Europeans), regia di James Ivory
- I mastini del Dallas (North Dallas Forty), regia di Ted Kotcheff
- L'uomo venuto dall'impossibile (Time After Time), regia di Nicholas Meyer
- Yankees (Yanks), regia di John Schlesinger
- All American Boys (Breaking Away), regia di Peter Yates

### Migliori film stranieri
- Il matrimonio di Maria Braun (Die ehe der Maria Braun), regia di Rainer Werner Fassbinder
- Nosferatu, il principe della notte (Nosferatu: Phantom der Nacht), regia di Werner Herzog
- Gazzosa alla menta (Diabolo menthe), regia di Diane Kurys
- Il vizietto (La cage aux folles), regia di Édouard Molinaro
- L'albero degli zoccoli, regia di Ermanno Olmi

## Premi
- Miglior film: Manhattan, regia di Woody Allen
- Miglior film straniero: Il vizietto (La cage aux folles), regia di Édouard Molinaro
- Miglior attore: Peter Sellers (Oltre il giardino)
- Miglior attrice: Sally Field (Norma Rae)
- Miglior attore non protagonista: Paul Dooley (All American Boys)
- Miglior attrice non protagonista: Meryl Streep (Manhattan, La seduzione del potere, Kramer contro Kramer)
- Miglior regista: John Schlesinger (Yankees)
- Premio alla carriera: Myrna Loy